# Louise Fazenda
Louise Fazenda (Lafayette, 17 giugno 1895 – Beverly Hills, 17 aprile 1962) è stata un'attrice statunitense, nota principalmente per aver interpretato comiche e commedie all'epoca del muto.

## Biografia
Il padre, Joseph Fazenda, era un mediatore d'affari. Dopo il trasferimento della famiglia sulla costa occidentale, Louise frequentò la Los Angeles High School e il Convento di St. Mary. Prima di iniziare la propria carriera nel mondo del cinema lavorò come assistente di un dentista, come commessa in un negozio di dolciumi e come collaboratrice di un esattore delle imposte.
Iniziò a prendere parte a cortometraggi comici verso il 1913 per conto dei Joker Studios, comparendo al fianco di Max Asher e Bobby Vernon. Ben presto venne chiamata a far parte della compagnia di Mack Sennett ai Keystone Studios.
Come accadde a molti degli attori della Keystone, la fama della Fazenda presto diventò più grande di quanto Sennett fosse disposto a pagarla, così nei primi anni venti lasciò la compagnia per cercare ingaggi migliori e più redditizi. Nel biennio 1921-1922 prese una pausa dal cinema per tentare l'avventura del vaudeville. Per tutto il resto del decennio prese parte a un gran numero di corto e lungometraggi. Al momento dell'avvento del sonoro era un'attrice con un alto cachet e girava film per tutte le più importanti case di produzione. Continuò la propria carriera per tutti gli anni trenta prendendo parte principalmente a commedie e film musicali. Specializzata in ruoli da caratterista, interpretò spesso il personaggio tipico della petulante zitella o quello della moglie rompiscatole.
Nel 1927 sposò il celebre produttore della Warner Bros. Hal B. Wallis; l'unione durò fino alla sua morte. La coppia ebbe un figlio, Brent.
L'ultima apparizione di Louise Fazenda sullo schermo fu nel 1939. Complessivamente in carriera aveva interpretato più di 270 film. Trascorse il resto dei suoi anni facendo la collezionista d'arte e dedicandosi ad attività di filantropia. Tra i bambini che aveva aiutato c'era Edward Bunker, che descrisse il loro rapporto nella sua autobiografia Educazione di una canaglia.
Morì nel 1962 colpita da un'emorragia cerebrale. Fu sepolta all'Inglewood Park Cemetery, in California.

## Riconoscimenti
- Per il suo grande contributo allo sviluppo dell'industria cinematografica le è stata dedicata una stella sulla Hollywood Walk of Fame al 6801 dell'Hollywood Boulevard.
- Young Hollywood Hall of Fame (1908-1919)

## Filmografia parziale
- The Romance of the Utah Pioneers, regia di Charles Farley - cortometraggio (1913)
- Poor Jake's Demise, regia di Allen Curtis - cortometraggio (1913)
- Thou Shalt Not Rubber - cortometraggio (1913)
- The Cheese Special - cortometraggio (1913)
- Love and Limburger, regia di Allen Curtis - cortometraggio (1913)
- Mike and Jake Among the Cannibals, regia di Allen Curtis - cortometraggio (1913)
- Mike and Jake at College, regia di Allen Curtis - cortometraggio (1913)
- Almost an Actress, regia di Allen Curtis - cortometraggio (1913)
- Mike and Jake at the Beach, regia di Allen Curtis - cortometraggio (1913)
- Mike and Jake in the Oil Fields (o The Stinger Stung), regia di Allen Curtis - cortometraggio (1913)
- Mike and Jake Go Fishing, regia di Allen Curtis - cortometraggio (1913)
- Hilda of the Mountains - cortometraggio (1913)
- Lazy Louis, regia di Allen Curtis - cortometraggio (1913)
- When Joe Went West - cortometraggio (1913)
- Mike and Jake in the Wild, Wild West, regia di Allen Curtis (1913)
- Mike and Jake in Mexico, regia di Allen Curtis (1913)
- The Joy Riders, regia di Allen Curtis (1913)
- Mike and Jake as Heroes, regia di Allen Curtis (1913)
- For Art and Love, regia di Allen Curtis (1913)
- Mike and Jake as Pugilists, regia di Allen Curtis (1913)
- She Should Worry, regia di Allen Curtis (1913)
- Mike and Jake in Society, regia di Allen Curtis (1913)
- Their Little Ones, regia di Allen Curtis (1914)
- Mike and Jake Live Close to Nature, regia di Allen Curtis (1914)
- Saving the Child, regia di Allen Curtis (1914)
- The Mystery of a Taxicab, regia di Allen Curtis (1914)
- Mike and Jake Join the Army, regia di Allen Curtis (1914)
- Heaven Will Protect the Working Girl, regia di Allen Curtis (1914)
- A Freak Temperance Wave, regia di Allen Curtis (1914)
- Nell'anno 2014 (In the Year 2014), regia di Allen Curtis (1914)
- Love and Politics, regia di Allen Curtis (1914)
- The Midnight Alarm, regia di Allen Curtis (1914)
- The Chicken Chasers, regia di Allen Curtis (1914)
- The Tender Hearted Sheriff, regia di Allen Curtis (1914)
- A Mexico Mix, regia di Allen Curtis (1914)
- Mike and Jake Go in for Matrimony, regia di Allen Curtis (1914)
- The Headwaiter, regia di Allen Curtis (1914)
- Schultz the Paperhanger, regia di Allen Curtis (1914)
- Mike and Jake in the Clutch of Circumstances, regia di Allen Curtis (1914)
- The Sharps Want a Flat, regia di Allen Curtis (1914)
- The Bucket Sharpers, regia di Allen Curtis (1914)
- Schultz the Barber, regia di Allen Curtis (1914)
- Their First Anniversary, regia di Allen Curtis (1914)
- Mike Searches for His Long-Lost Brother, regia di Allen Curtis (1914)
- The Fatal Letter, regia di Allen Curtis (1914)
- Love and Electricity, regia di Allen Curtis (1914)
- Captain Kid's Priceless Treasure o Captain Kidd's Priceless Treasure, regia di Allen Curtis (1914)
- Love, Roses and Trousers, regia di Allen Curtis (1914)
- His Wife's Family, regia di Allen Curtis (1914)
- The Polo Champion, regia di M. Hugon (1914)
- Wifie's Busy Day, regia di Allen Curtis (1914)
- That's Fair Enough, regia di Allen Curtis (1914)
- What Happened to Schultz?, regia di Allen Curtis (1914)
- The Diamond Nippers, regia di Allen Curtis (1914)
- Well! Well!, regia di Allen Curtis (1914)
- Oh! What's the Use?, regia di Allen Curtis (1914)
- Jam and Jealousy, regia di Allen Curtis (1914)
- Love and Graft, regia di Allen Curtis (1914)
- The New Butler, regia di Allen Curtis (1914)
- In the Clutches of the Villain, regia di Allen Curtis (1914)
- The Baseball Fans of Fanville, regia di Allen Curtis (1914)
- Cruel, Cruel World!, regia di Allen Curtis (1914)
- Across the Court, regia di Allen Curtis (1914)
- When Their Wives Joined the Regiment, regia di Allen Curtis (1914)
- The De-feet of Father, regia di Allen Curtis (1914)
- The Battle of the Nations, regia di Allen Curtis  (1914)
- He Married Her Anyhow, regia di Allen Curtis (1914)
- A Dream of a Painting, regia di Allen Curtis (1914)
- Love Disguised, regia di Allen Curtis (1914)
- Lizzie's Fortune, regia di Allen Curtis (1914)
- His Doctor's Orders, regia di Allen Curtis (1914)
- Stark Mad (1915)
- Only a Farmer's Daughter, regia di Nick Cogley (1915)
- Hubby's Cure, regia di Allen Curtis (1915)
- Hogan's Mussy Job (1915)
- The Blank Note, regia di Allen Curtis (1915)
- Hogan, the Porter, regia di Charles Avery (1915)
- Won with Dynamite, regia di Allen Curtis (1915)
- Hogan's Romance Upset, regia di Charles Avery (1915)
- Willful Ambrose, regia di David Kirkland (1915)
- The Water Cure, regia di Allen Curtis (1915)
- Some Nightmare
- Beating Hearts and Carpets, regia di Charles Avery (1915)
- Ambrose's Little Hatchet, regia di David Kirkland (1915)
- Raindrops and Girls (1915)
- Ambrose's Fury, regia di Dell Henderson (1915)
- Ambrose's Lofty Perch, regia di Walter Wright (1915)
- The Butler's Busted Romance, regia di David Kirkland (1915)
- Ambrose's Nasty Temper, regia di Dell Henderson (1915)
- A Bear Affair, regia di Dell Henderson (1915)
- Crossed Love and Swords, regia di Frank Griffin (1915)
- A Versatile Villain, regia di Frank Griffin (1915)
- Merely a Married Man, regia di Dell Henderson (1915)
- A Hash House Fraud, regia di Charles Parrot (Charley Chase) (1915)
- When Ambrose Dared Walrus, regia di Walter Wright (1915)
- Fatty's Tintype Tangle, regia di Roscoe Arbuckle (1915)
- A Rascal's Foolish Way, regia di Dell Henderson, Mack Sennett (1915)
- A Game Old Knigh, regia di F. Richard Jones (1915)
- The Great Vacuum Robbery, regia di Clarence G. Badger e Harry H. Williams (1915)
- The Feathered Nest, regia di Frank Griffin (1916)
- A Movie Star, regia di Fred Fishback (Fred Hibbard) (1916)
- His Hereafter, regia di F. Richard Jones (1916)
- The Marble Heart, regia di Kenean Buel (1916)
- The Judge, regia di F. Richard Jones (1916)
- A Love Riot, regia di F. Richard Jones (1916)
- A Bath House Blunder, regia di Dell Henderson (1916)
- Her Marble Heart, regia di F. Richard Jones (1916)
- Pills of Peril, regia di F. Richard Jones (1916)
- Maid Mad, regia di Frank Griffin (1916)
- Bombs!, regia di Frank Griffin (1916)
- Maggie's First False Step, regia di Frank Griffin, Mack Sennett (1917)
- Her Fame and Shame, regia di Frank Griffin (1917)
- The Betrayal of Maggie, regia di Frank Griffin (1917)
- Her Torpedoed Love, regia di Frank Griffin (1917)
- Lost: A Cook, regia di Fred Fishback (1917)
- His Precious Life, regia di Herman C. Raymaker (1917)
- Are Waitresses Safe?, regia di Hampton Del Ruth, Victor Heerman (1917)
- The Kitchen Lady, regia di Edward F. Cline (1918)
- Those Athletic Girls, regia di Edward F. Cline, Hampton Del Ruth (1918)
- Her Screen Idol, regia di Eddie Cline (1918)
- The Summer Girls, regia di Edward F. Cline (1918)
- Her First Mistake, regia di F. Richard Jones (1918)
- The Village Chestnut, regia di Raymond Griffith (come Ray Griffith), Walter Wright (1918)
- The Village Smithy (1919)
- Rip & Stitch: Tailors, regia di Malcolm St. Clair, William Watson (1919)
- The Foolish Age, regia di F. Richard Jones (1919)
- Why Beaches Are Popular, regia di F. Richard Jones (1919)
- Hearts and Flowers, regia di Edward F. Cline (1919)
- Treating 'Em Rough, regia di Fred Jackman (1919)
- Back to the Kitchen
- Salomè (Salome vs. Shenandoah) (1919)
- Bullin' the Bullsheviki, regia di Frank P. Donovan (1919)
- The Star Boarder, regia di James D. Davis (1920)
- The Gingham Girl, regia di James D. Davis (1920)
- Down on the Farm, regia di Ray Grey, F. Richard Jones, Erle C. Kenton (1920)
- Let 'er Go, regia di James D. Davis (come James Davis) (1920)
- Married Life, regia di Erle C. Kenton (1920)
- Tutti in macchina (You Wouldn't Believe It), regia di Erle C. Kenton (1920)
- The Quack Doctor, regia di Billy Bevan, George Gray (1920)
- It's a Boy
- My Goodness
- Bungalow Troubles, regia di Albert Austin (1920)
- L'idolo del villaggio (A Small Town Idol), regia di Erle C. Kenton e Mack Sennett (1921)
- Wedding Bells Out of Tune, regia di Mal St. Clair (Malcolm St. Clair) (1921)
- Made in the Kitchen, regia di Noel M. Smith (1921)
- Astray from the Steerage, regia di Frank Powell (1921)
- Cani e biplani (The Love Egg), regia di Erle C. Kenton (1921)
- Country Chickens, regia di Erle C. Kenton (1921)
- Tre cretini (A Rural Cinderella), regia di Erle C. Kenton (1921)
- The Beauty Shop, regia di Edward Dillon (1922)
- Bow Wow, regia di Fred Jackman (1922)
- Home Made Movies, regia di Ray Grey e Gus Meins (1922)
- Quincy Adams Sawyer, regia di Clarence G. Badger (1922)
- The Beautiful and Damned, regia di William A. Seiter o Sidney Franklin (1922)
- The Fog, regia di Paul Powell (1923)
- Pest of the Storm Country, regia di Jack White (1923)
- The Spider and the Rose, regia di John McDermott (1923)
- Main Street, regia di Harry Beaumont (1923)
- Cold Chills, regia di Jack White (1923)
- I predatori (The Spoilers), regia di Lambert Hillyer (1923)
- Tea: With a Kick!, regia di Erle C. Kenton (1923)
- La casa delle 4 ragazze, regia di Harry Beaumont (1923)
- The Wanters, regia di John M. Stahl (1923)
- The Old Fool, regia di Edward D. Venturini (1923)
- The Dramatic Life of Abraham Lincoln, regia di Phil Rosen (1924)
- The Galloping Fish, regia di Del Andrews (1924)
- True as Steel, regia di Rupert Hughes (1924)
- Listen Lester, regia di William A. Seiter (1924)
- Dizzy Daisy, regia di Fred Hibbard (1924)
- Being Respectable, regia di Phil Rosen (1924)
- This Woman, regia di Phil Rosen (1924)
- What a Night!
- The Lighthouse by the Sea, regia di Malcolm St. Clair (1924)
- Costa meno a prender moglie (Cheaper to Marry), regia di Robert Z. Leonard (1925)
- Il prezzo del potere (The Price of Pleasure), regia di Edward Sloman (1925)
- Déclassée, regia di Robert G. Vignola (1925)
- I tre moschettieri del varietà (A Broadway Butterfly), regia di William Beaudine (1925)
- Il club degli scapoli (The Night Club), regia di Paul Iribe, Frank Urson (1925)
- Hello Goodbye, regia di Norman Taurog (1925)
- Grounds for Divorce, regia di Paul Bern (1925)
- The Love Hour, regia di Herman C. Raymaker (1925)
- Compromise, regia di Alan Crosland (1925)
- Bobbed Hair, regia di Alan Crosland (1925)
- Hogan's Alley, regia di Roy Del Ruth (1925)
- The Bat, regia di Roland West (1926)
- Footloose Widows, regia di Roy Del Ruth (1926)
- Miss Nobody, regia di Lambert Hillyer (1926)
- The Passionate Quest, regia di J. Stuart Blackton (1926)
- Tin Gods, regia di Allan Dwan (1926)
- Millionaires, regia di Herman C. Raymaker (1926)
- The Old Soak, regia di Edward Sloman (1926)
- La vergine dell'harem (The Lady of the Harem), regia di Raoul Walsh (1926)
- Ladies at Play, regia di Alfred E. Green (1926)
- Finger Prints, regia di Lloyd Bacon (1927)
- The Red Mill, regia di William Goodrich (Roscoe 'Fatty' Arbuckle) (1927)
- The Gay Old Bird, regia di Herman C. Raymaker (1927)
- Babe Comes Home, regia di Ted Wilde (1927)
- Amanti per burla (The Cradle Snatchers), regia di Howard Hawks (1927)
- Simple Sis, regia di Herman C. Raymaker (1927)
- A Sailor's Sweetheart, regia di Lloyd Bacon (1927)
- A Texas Steer, regia di Richard Wallace (1927)
- Ham and Eggs at the Front, regia di Roy Del Ruth (1927)
- Il fortunoso romanzo di Tillie (Tillie's Punctured Romance), regia di A. Edward Sutherland (1928)
- Domestic Troubles, regia di Ray Enright (1928)
- Pay as You Enter, regia di Lloyd Bacon (1928)
- Schiavo di Venere (Vamping Venus), regia di Edward F. Cline (1928)
- Five and Ten Cent Annie, regia di Roy Del Ruth (1928)
- Heart to Hear
- The Terror, regia di Roy Del Ruth (1928)
- L'arca di Noè (Noah's Ark), regia di Michael Curtiz (1928)
- Allegro autista (Taxi 13), regia di Marshall Neilan (1928)
- Crepuscolo d'amore (Outcast), regia di William A. Seiter (1928)
- Riley il poliziotto (Riley the Cop), regia di John Ford (1928)
- Stark Mad, regia di Lloyd Bacon (1929)
- Il canto del deserto (The Desert Song), regia di Roy Del Ruth (1929)
- House of Horror, regia di Benjamin Christensen (1929)
- La studentessa dinamica (Hot Stuf), regia di Mervyn LeRoy (1929)
- Hot Lemonade, regia di Arvid E. Gillstrom (1929)
- On with the Show!, regia di Alan Crosland (1929)
- Hard to Get, regia di William Beaudine (1929)
- Faro Nell, regia di William Watson (1929)
- Rivista delle nazioni (The Show of Shows), regia di John G. Adolfi (1929)
- The Broadway Hoofer, regia di George Archainbaud (1929)
- No, No, Nanette, regia di Clarence Badger (1930)
- So Thid Is Paris Green, regia di William Watson (1930)
- Wide Open
- Loose Ankles, regia di Ted Wilde (1930)
- The Bearded Lady
- Un sogno che vive (High Society Blues) di David Butler (1930)
- Spring Is Here, regia di (non accreditato) John Francis Dillon (1930)
- Le rose della castellana (Bride of the Regiment), regia di John Francis Dillon (1930)
- Luci del circo (Rain or Shine), regia di Frank Capra (1930)
- Leathernecking, regia di Edward F. Cline (1930)
- Pure and Simple, regia di Lewis R. Foster (1930)
- A Fall to Arms, regia di Lewis R. Foster (1930)
- Too Hot to Handle
- Valzer viennese (Viennese Nights), regia di Alan Crosland (1930)
- The Itching Hour, regia di Lewis R. Foster (1931)
- Second Hand Kisses, regia di Lewis R. Foster (1931)
- Gun Smoke, regia di Edward Sloman (1931)
- Misbehaving Ladies, regia di William Beaudine (1931)
- Blondes Prefer Bonds, regia di Lewis R. Foster (1931)
- I nuovi ricchi (Newly Rich), regia di Norman Taurog (1931)
- The Mad Parade, regia di William Beaudine (1931)
- La rumba dell'amore (The Cuban Love Song), regia di W. S. Van Dyke (1931)
- Racing Youth, regia di Vin Moore (1932)
- Union Wages, regia di James W. Horne - cortometraggio (1932)
- Once in a Lifetime, regia di Russell Mack (1932)
- Hesitating Love, regia di James W. Horne (1932)
- The Unwritten Law, regia di Christy Cabanne, Wilfred Lucas (1932)
- Hunting Trouble
- Stung Again
- Out of Gas, regia di James W. Horne - cortometraggio (1933)
- Alice nel Paese delle Meraviglie, regia di Norman Z. McLeod (1933)
- Mountain Music, regia di W.P. Hackney (1934)
- Wonder Bar, regia di Lloyd Bacon (1934)
- Carovane (Caravan), regia di Erik Charell (1934)
- The Winning Ticket, regia di Charles Reisner (1935)
- Dalle 7 alle 8 (The Casino Murder Case), regia di Edwin L. Marin (1935)
- Broadway Gondolier, regia di Lloyd Bacon (1935)
- Bad Boy, regia di John G. Blystone (1935)
- The Widow from Monte Carlo, regia di Arthur Greville Collins (1935)
- Colleen, regia di Alfred E. Green (1936)
- Doughnuts and Society, regia di Lewis D. Collins (1936)
- I Married a Doctor, regia di Archie Mayo (1936)
- Ready, Willing and Able, regia di Ray Enright (1937)
- The Road Back, regia di James Whale (1937)
- Ever Since Eve, regia di Lloyd Bacon (1937)
- Merry Go Round of 1938, regia di Irving Cummings (1937)
- First lady, regia di Stanley Logan (1937)
- Swing Your Lady, regia di Ray Enright (1938)
- Down on the Farm, regia di Malcolm St. Clair (1938)
- Il grande amore (The Old Maid), regia di Edmund Goulding (1939)